# 後視鏡中的物體可能比它們看起來更近
後視鏡中的物體可能比它們看起來更近是吉姆·斯坦曼創作的一首歌，由肉塊合唱團錄製。該歌於1994年發行，為專輯《地獄蝙蝠重返地獄第二輯》中的第三首單曲。
後視鏡中的物體可能比它們看起來更近在《告示牌》百强单曲榜上名列第38位，英國單曲排行榜名列第26位。憑藉其排行榜的成功，這首歌成為截至2007年為止最長的未加括號標題的熱門歌曲。標題源自美國汽車後視鏡上的安全警告「鏡子中的物體比出現的物體更近」（Objects in mirror are closer than they appear）。

## 製作人員
- 肉塊合唱團–主唱
- 比爾·佩恩–鋼琴
- 埃迪·馬丁內斯–吉他
- Rick Marotta–鼓
- Steve Buslowe –貝斯
- 傑夫·波瓦–合成器，編程
- 托德·朗德格伦、卡西姆·蘇爾頓、Max Haskett、洛林·克羅斯比、斯圖爾特·愛默生–背景人聲
- 艾倫·弗利、羅里·多德–其他人聲